# Robert Buckland
Sir Robert James Buckland (Llanelli, 22 settembre 1968) è un politico e avvocato britannico, dal 24 luglio 2019 nei due governi di Boris Johnson e in quello di Liz Truss e deputato eletto nel collegio di South Swindon dal 2010.